# Todd Clever
Pour les articles homonymes, voir Todd, Stanger et Clever.

a Compétitions nationales et continentales officielles uniquement.

b Matchs officiels uniquement.
Dernière mise à jour le 25 juin 2018.
Todd Stanger Clever, né le 16 janvier 1983 à Palm Springs (État de Californie, États-Unis), est un joueur international américain de rugby à XV et de rugby à VII évoluant principalement au poste de troisième ligne aile (1,93 m pour 102 kg). Depuis la Coupe du monde 2011, la presse le surnomme Captain america pour avoir eu le brassard de capitaine.  Avec ses 76 sélections , il est le joueur américain le plus capé. 

## Biographie

### Jeunesse et formation
Il a vécu dans sa jeunesse à San Jose, où le rugby est enraciné. Son frère aîné joue au rugby depuis 3 ans quand, à son tour, il débute dans ce sport à l'âge de 15 ans. Il a joué au rugby au lycée et il a été retenu dans l'équipe des États-Unis de moins de 19 ans. 

### Carrière en club
Todd Clever, étudiant à l'Université du Nevada de Reno, a évolué pour le Wolf Pack du Nevada. C'est également un excellent joueur de rugby à VII où il est international.
En 2006, il rejoint North Harbour (Nouvelle-Zélande) qui dispute la ITM Cup.
Il a joué pour la franchise sud-africaine des Lions dans le Super 14 de 2009 à 2010. Clever est le premier joueur des États-Unis à disputer cette compétition et à y marquer un essai. Il est à ce jour le premier et le seul joueur américain à avoir réalisé une telle performance. Pendant sa période en Afrique du Sud, il dispute aussi la Currie Cup avec les Golden Lions en 2009.
En 2010, il prend la direction du Japon et évolue en Top League durant 5 saisons au sein de deux clubs différents.
Après une saison 2014-2015 perturbée par des blessures (seulement 3 matchs joués), il annonce son retour aux États-Unis dans son ancien club d'OMBAC RFC.

### Carrière internationale
Il a obtenu sa première cape internationale le 23 août 2003 à l’occasion d’un match contre l'Équipe d'Argentine à Buenos Aires. 
Todd Clever a été retenu dans le groupe pour la Coupe du monde 2003 mais il n'a pris part à aucun match. 
Lors de la Coupe du monde 2007, au cours du match de poule opposant l'équipe des États-Unis à celle de l'Afrique du Sud, Ngwenya a inscrit un essai qui a été élu par l'International Rugby Players Association « essai de l'année » et récompensé lors des IRB Awards 2007,.  
Au départ de cet essai, la passe d'un joueur sud-africain a été intercepté par le troisième ligne aile américain Todd Clever au niveau de la ligne des 5 mètre de son en-but. Après une course d'environ 25 mètres, Clever a passé à Alec Parker, qui à son tour à transmis la balle à Mike Hercus. Hercus a ensuite fait une longue passe à Takudzwa Ngwenya sur son aile droite. Ngwenya a alors été confronté à son vis-à-vis, l'ailier sud-africain élu joueur de l'année 2007 par l'IRB, Bryan Habana. Ngwenya l'a crocheté et dépassé, ce dernier n'a pu le rattraper.

## Statistiques en équipe nationale
- 64 sélections (62 fois titulaire, 2 fois remplaçant)
- 70 points (14 essais)
- 43 fois capitaine depuis le 7 juin 2008
- Sélections par année : 1 en 2003, 5 en 2005, 7 en 2006, 7 en 2007, 6 en 2008, 5 en 2009, 2 en 2010, 7 en 2011, 6 en 2012, 8 en 2013, 9 en 2014, 1 en 2016

En Coupe du monde :
- 2007 : 4 sélections (Angleterre, Tonga, Samoa, Afrique du Sud)
- 2011 : 3 sélections (Irlande, Russie, Italie)